# Max Meyerhof
Max Meyerhof (Hildesheim, 21 marzo 1874 – Il Cairo, 20 aprile 1945) è stato un medico e orientalista tedesco di religione ebraica.

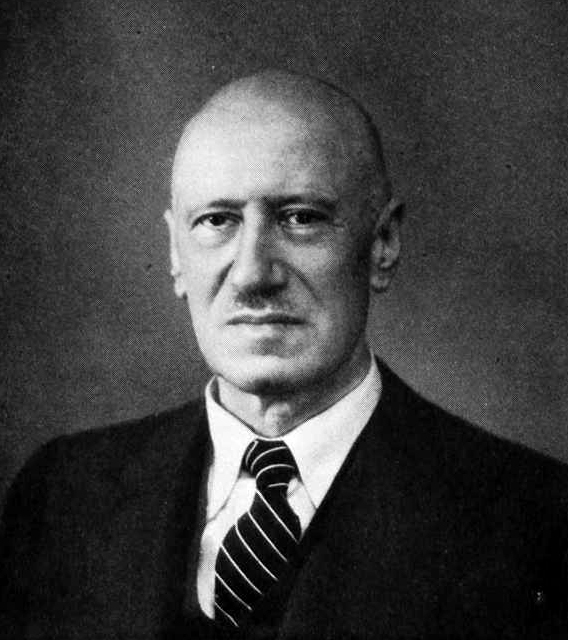
Max Meyerhof

Apprezzato studioso di medicina islamica medievale e medico egli stesso, Max Mayerhof fu autore, traduttore dall'arabo ed editore di un ampio numero di contributi scientifici.

## Opere scelte
- "ʿAlī at-Tabarī's "Paradise of wisdom", one of the oldest Arabic compendiums of medicine", in: Isis, 48. XVI, 1, luglio 1931.
- "Les Fondements littéraires de la pharmacologie arabe", in: Ciba, dic. 1945.
- "La Gynécologie et l'obstétrique chez Avicenne (Ibn Sina) et leurs rapports avec celles des grecs". Hopital Papayoannou. Section d'obstétrique, Il Cairo, E. et R. Schindler, 1938.
- Le monde islamique, Parigi, F. Rieder, 1926.
- "Un glossaire de matière médicale de Maimonide". Edité et traduit. LXXVI + 268 + 69 pp. in arabo, Mémoires présentés à l'Institut d'Egypte, vol. 41. Il Cairo, 1940.
- "The medical work of Maimonides", su: Essays on Maimonides: an octocentennial volume, Ed. Salo Wittmayer Baron, New York, AMS, pp. 264-299.
- Studies in Mediaeval Arabic Medicine: Theory and Practice, (Variorum reprint), 1984.
- "Über eine arabische Krankenhauspharmakopöe aus Kairo (um 1200 n. Chr.)", Festschrift zum 80. Geburtstag Max Neuburgers, mit 91 internationalen medicohistorischen Beiträgen (Serie: Wiener Beiträge zur Geschichte der Medizin). Ed. di von Emanuel Berghoff, Vienna, Maudrich, 1948, pp. 340-345.